# Francisco Gomes da Rocha Fagundes
Francisco Gomes da Rocha Fagundes, mais conhecido como Rocha Fagundes (Natal, 18 de março de 1827 — 20 de setembro de 1901) foi um político brasileiro. Foi deputado provincial do Rio Grande do Norte de 1884 a 1885 e senador pelo Rio Grande do Norte em 1900.